# .nc
.nc este un domeniu de internet de nivel superior, pentru Noua Caledonie (ccTLD).